# Ambitendenz
Als Ambitendenz (von lat. ambo „beide“ und tendere „spannen“) wird das Vorliegen gleichzeitig einwirkender, gegenläufiger Willens- und Antriebsimpulse bezeichnet. Dies kann zu einer völligen Blockade oder einem Wechsel von Unruhe und Erstarrung führen, begonnene Bewegungen werden unterbrochen und gehen direkt in die Gegenbewegung über. Die Ambitendenz stellt das körperliche Pendant zur Ambivalenz dar.
Es bestehen enge Zusammenhänge mit der Katalepsie und dem Negativismus.